# Gedeon Burkhard
Gedeon Burkhard, född 3 juli 1969 i München, Västtyskland, är en tysk-österrikisk skådespelare. Son till den tyska skådespelerskan Elizabeth von Molo. Utbildad på internatskola i England samt på en amerikansk skola i Tyskland. Han är för närvarande bosatt i Wien i Österrike.
Burkhard talar både tyska och engelska flytande och har varit aktiv som skådespelare på flera olika länder och på olika kontinenter; dock främst i länderna Österrike, Tyskland och USA. För den stora allmänheten är han i första hand igenkänd för sin roll som Alexander Brandtner i den österrikiska TV-serien Kommissarie Rex. Burkhard har även en bakgrund som fotomodell.
Gedeon Burkhard är släkt med den österrikiske skådespelaren Alexander Moissi.